# Popular Science J-7-1
Popular Science J-7-1 ist ein US-amerikanischer Kurzfilm aus dem Jahr 1937. Der Film stammt aus der gleichnamigen Dokumentarfilmreihe Popular Science.

## Handlung
Der Film zeigt die Wunder der modernen Wissenschaft. Es werden Küchengeräte, Kaninchenzucht für Angorawolle, neue Navigations- und Sicherheitstechnik der Marine und neu entwickelte Rosenarten vorgestellt.

## Auszeichnungen
1938 wurde der Film in der Kategorie Bester Kurzfilm in Farbe für den Oscar nominiert.

## Hintergrund
Der Film wurde von Gayne Whitman kommentiert.
Produzent Jerry Fairbanks startete mit 1935 eine Serie über 51 Kurzfilme für Paramount Pictures, der letzte Film wurde 1949 gedreht. Der vorliegende Film ist der erste aus dem Jahr 1937. Die Herausgeber des Wissenschaftsmagazins Popular Science unterstützten das Filmprojekt.